# Letsindige ægtemænd omvendes
Letsindige ægtemænd omvendes er en amerikansk stumfilm fra 1918 af Walter Edwards.

## Medvirkende
- Constance Talmadge - Kitty Constable
- Harrison Ford - John Constable
- Vera Doria - Margaret Alloway
- Harland Tucker - Harry Travers
- Edna Mae Cooper - Edith Darch